# Liste der Gesamtersten im WHA Amateur Draft
Die Liste der Gesamtersten im WHA Amateur Draft listet alle Spieler, die im Rahmen des WHA Amateur Draft der nordamerikanischen Eishockeyprofiliga World Hockey Association (WHA) an erster Position ausgewählt wurden. Durch den Draft hatten die WHA-Franchises zwischen 1973 und 1977 die Möglichkeit, sich die Transferrechte an jungen Talenten aus dem Amateur- und Jugendbereich zu sichern, die den Eignungsanforderungen der Liga entsprachen. Der Amateur Draft konkurrierte in der Zeit seines Bestehens mit dem NHL Entry Draft, worunter die Qualität der Spieler, die am Amateur Draft teilnahmen, litt. Nach 1977 wurde der Amateur Draft abgeschafft und die WHA versuchte junge Spieler direkt, als sogenannte Free Agents, in die Liga zu locken. Im weiteren Teil wird die Liste statistisch ausgewertet.

## WHA Amateur Draft (1973–1977)
In den sieben Jahren des Bestehens der World Hockey Association fand der Amateur Draft insgesamt fünf Mal statt. Dabei konkurrierte er mit dem bei den Spielern weitaus beliebteren NHL Entry Draft. Alle Erstgewählten der WHA Amateur Drafts wurden gleichzeitig auch in einem der NHL Entry Drafts gewählt und spielten so nur teilweise oder gar nicht in der WHA, da sie die NHL vorzogen. Zwei der fünf Spieler bestritten daher nie ein Spiel in der WHA und weitere zwei spielten dort nur zeitweise.
Abkürzungen: Pos = Position, GP = Spiele, G = Tore, A = Assists, Pts = Punkte, PIM = Strafminuten

Erläuterungen: Die Links zu den Spalten „Nationalität“ und „Position“ sind im Abschnitt Statistik zu finden.
| Jahr | Name           |        | Pos | WHA-Team            | WHA-Profi von–bis         | GP                        | G                         | A                         | Pts                       | PIM                       | Juniorenmannschaft |
| ---- | -------------- | ------ | --- | ------------------- | ------------------------- | ------------------------- | ------------------------- | ------------------------- | ------------------------- | ------------------------- | ------------------ |
| 1973 | Bob Neely      | Kanada | D   | Chicago Cougars     | kein WHA-Spiel bestritten | kein WHA-Spiel bestritten | kein WHA-Spiel bestritten | kein WHA-Spiel bestritten | kein WHA-Spiel bestritten | kein WHA-Spiel bestritten | Peterborough Petes |
| 1974 | Pat Price      | Kanada | D   | Vancouver Blazers   | 1974–1975                 | 68                        | 5                         | 29                        | 34                        | 15                        | Saskatoon Blades   |
| 1975 | Claude Larose  | Kanada | LW  | Cincinnati Stingers | 1975–1979                 | 252                       | 88                        | 114                       | 202                       | 45                        | Sherbrooke Castors |
| 1976 | Blair Chapman  | Kanada | RW  | Edmonton Oilers     | kein WHA-Spiel bestritten | kein WHA-Spiel bestritten | kein WHA-Spiel bestritten | kein WHA-Spiel bestritten | kein WHA-Spiel bestritten | kein WHA-Spiel bestritten | Saskatoon Blades   |
| 1977 | Scott Campbell | Kanada | D   | Houston Aeros       | 1977–1979                 | 149                       | 11                        | 44                        | 55                        | 364                       | London Knights     |

## Statistik

### Allgemein
Alle fünf Erstgewählten zwischen 1973 und 1977 stammten aus Kanada und verteilten sich auf lediglich drei Spielpositionen. Am Öftesten wurden Verteidiger von den WHA-Franchises ausgewählt, hingegen Center und Torhüter nie. Fünf Teams konnten jeweils einmal das Recht des ersten Draft-Picks in Anspruch nehmen.
|    | Nationalität | Anzahl |
| -- | ------------ | ------ |
| 1. | Kanada       | 5      |

|    | Position                   | Anzahl |
| -- | -------------------------- | ------ |
| 1. | Verteidiger (D)            | 3      |
| 2. | Linker Flügelspieler (LW)  | 1      |
|    | Rechter Flügelspieler (RW) | 1      |

|    | Teams               | Anzahl |
| -- | ------------------- | ------ |
| 1. | Chicago Cougars     | 1      |
|    | Cincinnati Stingers | 1      |
|    | Edmonton Oilers     | 1      |
|    | Houston Aeros       | 1      |
|    | Vancouver Blazers   | 1      |

### Spieler
Der mit Abstand erfolgreichste der drei Spieler, die sich dazu entschlossen in der WHA zu spielen, war der Kanadier Claude Larose, der 1975 von den Cincinnati Stingers ausgewählt wurde. Er hält mit jeweils deutlichem Abstand die besten Statistikwerte unter den drei Spielern. Als die erfolgreichsten der insgesamt fünf Erstgewählten zählen jedoch Pat Price und Blair Chapman, die lange in der NHL spielten und dort 261 respektive 231 Punkten erzielten.
|    | Name           | Anzahl |
| -- | -------------- | ------ |
| 1. | Claude Larose  | 252    |
| 2. | Scott Campbell | 149    |
| 3. | Pat Price      | 68     |

|    | Name           | Anzahl |
| -- | -------------- | ------ |
| 1. | Claude Larose  | 88     |
| 2. | Scott Campbell | 11     |
| 3. | Pat Price      | 5      |

|    | Name           | Anzahl |
| -- | -------------- | ------ |
| 1. | Claude Larose  | 114    |
| 2. | Scott Campbell | 44     |
| 3. | Pat Price      | 29     |

|    | Name           | Anzahl |
| -- | -------------- | ------ |
| 1. | Claude Larose  | 202    |
| 2. | Scott Campbell | 55     |
| 3. | Pat Price      | 34     |

|    | Name           | Anzahl |
| -- | -------------- | ------ |
| 1. | Scott Campbell | 364    |
| 2. | Claude Larose  | 45     |
| 3. | Pat Price      | 15     |

|    | Name           | Anzahl |
| -- | -------------- | ------ |
| 1. | Claude Larose  | 4      |
| 2. | Scott Campbell | 2      |
| 3. | Pat Price      | 1      |